# Dalbergia curtisii
Dalbergia curtisii är en ärtväxtart som beskrevs av David Prain. Dalbergia curtisii ingår i släktet Dalbergia, och familjen ärtväxter. Inga underarter finns listade i Catalogue of Life.